# Emtricitabina
L'emtricitabina è un potente inibitore nucleosidico della trascrittasi inversa (NRTI). Il farmaco viene utilizzato per il trattamento dell'infezione sostenuta dal virus dell'immunodeficienza umana (HIV), negli adulti e nei bambini. È inoltre attivo anche contro l'infezione da HBV. In Italia il farmaco è venduto dalla società farmaceutica Gilead Sciences con il nome commerciale di Emtriva nella forma farmaceutica di capsule rigide. Emtricitabina è commercializzata dalla stessa società farmaceutica anche in una combinazione a dose fissa con tenofovir disoproxil, con il nome commerciale di Truvada. Infine la molecola è disponibile in una tripla combinazione a dose fissa comprendente 200 mg di emtricitabina, 245 mg di tenofovir disoproxil e 600 mg di efavirenz. Quest'ultima combinazione è venduta in Italia da Bristol-Myers Squibb e Gilead Sciences nella forma farmaceutica di compresse rivestite da film.

## Storia
La molecola venne scoperta presso la Emory University dal dottor Dennis C. Liotta, dal dottor Raymond F. Schinazi, e dal dottor Woo-Baeg Choi e concessa in licenza alla società Triangle Pharmaceuticals di Emory nell'anno 1996. Intorno al 2003 la società Triangle Pharmaceuticals venne acquisita da Gilead Sciences per la cifra di 464 milioni di dollari. Gilead ha successivamente completato lo sviluppo della molecola e l'ha commercializzata con il marchio Emtriva.

## Farmacodinamica
Emtricitabina è un analogo sintetico nucleosidico della citidina. La molecola è metabolizzata all'interno delle cellule, tramite una reazione di fosforilazione, nella forma attiva emtricitabina 5'-trifosfato. Il farmaco interrompe la catena nucleotidica del DNA durante la trascrizione inversa (il processo che tramite l'enzima trascrittasi inversa copia, ad esempio, HIV RNA nel nuovo DNA virale) mostrando attività inibitoria specifica sia nei confronti del virus dell'immunodeficienza umana di tipo 1 e di tipo 2, sia del virus dell'epatite B (HBV). In vitro emtricitabina ha mostrato effetti additivi sinergici in studi di combinazione con altri inibitori della trascrittasi inversa, sia nucleosidici (NRTI) sia non-nucleosidici (NNRTI).

## Farmacocinetica
Dopo somministrazione orale emtricitabina viene assorbita rapidamente e ampiamente dal tratto gastrointestinale. La concentrazione plasmatica massima (Cmax) viene raggiunta entro 1-2 ore dall'assunzione. La biodisponibilità assoluta del farmaco può raggiungere il 93%.
 La somministrazione della molecola con un pasto ad alto contenuto di grassi non sembra influire in modo significativo sull'assorbimento. Il legame in vitro di emtricitabina con le proteine plasmatiche umane è molto basso (circa il 4%). L'emivita del farmaco è intorno alle 6-10 ore, mentre alcuni studi hanno messo in luce che l'emivita intracellulare del metabolita trifosfato nelle cellule mononucleate del sangue periferico può essere addirittura di 39 ore.
L'eliminazione avviene prevalentemente per via renale. Nelle urine può essere rinvenuta circa l'86% di una dose somministrata per via orale. Il restante 14% viene invece rinvenuto nelle feci. Della dose rinvenuta nelle urine circa il 13% è sotto forma di tre metaboliti principali. L'esposizione a emtricitabina è risultata decisamente aumentata in soggetti con insufficienza renale. Quando la clearance della creatinina è inferiore ai 50 mL/min è pertanto necessario procedere a un aggiustamento della posologia.

## Usi clinici
Emtricitabina è indicata come parte integrante delle terapie di associazione antiretrovirale nel trattamento sia di soggetti adulti sia bambini (di età superiore ai 4 mesi) affetti dall'infezione da virus dell'immunodeficienza umana (HIV). Non esistono studi specifici inerenti all'uso di emtricitabina in pazienti che non rispondono più a un precedente regime terapeutico o in cui precedenti trattamenti siano falliti.
Emtricitabina è attiva anche contro l'infezione da HBV. Tuttavia per il trattamento di pazienti HIV coinfettati con il virus dell'epatite B molti esperti raccomandano una terapia combinata NRTI di tenofovir ed emtricitabina o in alternativa di lamivudina. Si sconsiglia in genere di utilizzare un unico antiretrovirale perché ciò potrebbe far aumentare in modo significativo il rischio di HBV resistenza.

## Dosi terapeutiche
Nei soggetti adulti la dose raccomandata di emtricitabina è di 200 mg, equivalenti a una capsula rigida, assunti per os, una volta al giorno. Le capsule possono essere assunte indifferentemente con o senza cibo. Nei bambini di più di 4 mesi di età la dose raccomandata di farmaco è pari a 6 mg/kg (fino a un massimo di 240 mg di soluzione orale) una volta al giorno. Tutti i bambini e adolescenti che pesano almeno 33 kg e sono in grado di ingoiare la capsula rigida dovrebbero assumere una capsula rigida da 200 mg, per os, una volta al giorno.